# (35) Leucòtea
(35) Leucòtea és l'asteroide núm. 35 de la sèrie, descobert des de Dusseldorf el 19 d'abril de 1855 per Karl Theodor Robert Luther (1822-1900). Rep el nom de la deessa del mar en la mitologia grega Leucòtea.